# Joseph L. Thompson and Sons
Die Schiffswerft Joseph L. Thompson and Sons in North Sands, Sunderland zählte zu den bekanntesten Betrieben der Stadt. Der Betrieb bestand von 1846 bis 1966 als eigenständiges Unternehmen und betrieb bis 1986 Schiffbau.

## Geschichte

### Von der Gründung bis 1900
1846 gründete Robert Thompson eine Werft in North Sands, auf der er mit seinen drei Söhnen im ersten Jahr das Segelschiff Pearl baute. Im Jahr 1854 verließ Thompson’s gleichnamiger Sohn den elterlichen Betrieb, um eine eigene Werft zu eröffnen, die später als Robert Thompson and Sons bekannt wurde. Nach dem Tod von Robert Senior im Jahr 1860 übernahm sein Sohn Joseph Lowes Thompson die Führung des Betriebes, der ab Februar 1871 als Joseph L. Thompson firmierte. Joseph Thompson setzte sich 1875 zur Ruhe, woraufhin seine drei Söhne Robert, Joseph Lowes and Charles den Werftbetrieb weiterführten.
Schon 1882 hatte sich die Werft zum Betrieb mit der höchsten Neubautonnage am Fluss Wear entwickelt. Im Jahr darauf verließen 16 neue Schiffe mit einem Rauminhalt von 30.495 Tonnen die Werft, welche sich in diesen Jahren stark vergrößerte und sich bald bogenförmig bis zum North Dock des Flusses Wear erstreckte. 1885 wurde bereits die Hälfte aller Neubauten aus Stahl gefertigt. Auch der Einstieg in den Bau höherwertiger Schiffe wie Linienfrachtern gelang in diesen Jahren. Das erste aus Stahl gebaute Schiff der Werft, die Rubens wurde 1887 an der Pier liegend durch ein Collier gerammt und sank an ihren Leinen. Später wurde sie gehoben und ging nach einer Reparatur in Fahrt. 1888 beendete die Werft den Bau von Eisenschiffen und verwendete nur noch Stahl. Als Joseph L. Thompson (II) 1893 in den Ruhestand ging, war die größte Werft am Wear schon die viertgrößte der Welt. Weitergeführt wurde die Werft von seinem Bruder Robert, der das Unternehmen am 12. Juli 1894 zur Limited-Gesellschaft Joseph L. Thompson & Sons Ltd. umwandelte. Als Direktoren wurden James Marr und Peter Phorson benannt. Das erste Schiff unter dem neuen Namen war die Amyl. Auf der Weltausstellung in Antwerpen im Jahr 1894 stellte das Unternehmen ein Schiffsmodell des Dampfers Coogee aus.

### Von 1900 bis zum Ersten Weltkrieg
Im Jahr 1900 verlor Thompson seine Stellung als produktivste Werft am Wear an seinen Mitbewerber Sir James Laing and Sons. Ab 1901 wurde Sir James Marr zum Vorsitzenden und zum Geschäftsführer der Werft berufen und trat ab 1909 gleichzeitig in den Vorstand der Werft Sir James Laing and Sons ein. Zu Beginn des neuen Jahrhunderts baute Thompson zunächst fast nur Schiffe für den Transatlantikdienst. Alleine für die New York & Pacific Steamship Co. Ltd (Grace Line) wurden in den Jahren 1898 bis 1912 15 Einheiten erstellt. Der durchschnittliche Ausstoß der Werft betrug in den Jahren 1904 bis 1907 46.226 Raumtonnen pro Jahr, wobei das Jahr 1907 mit zwölf Schiffen und 48.178 Tonnen einen Vorkriegshöhepunkt vor der ab 1910 wieder sinkenden Ablieferungsmenge bildete.
Nachdem Robert Thompson im Jahr 1908 gestorben war, traten seine Söhne Norman Thompson und Cyril Thompson in das Unternehmen ein. Im Jahr darauf bestellte das Londoner Reederei- und Brokerunternehmen Harris and Dixon Ltd. die Brinkburn, ihr erstes Schiff bei Thompson. In den folgenden zehn Jahren folgten alleine zehn weitere Bestellungen für Trampdampfer von dieser Reederei. Die Vorgängerreederei Rederi A/B Lulea-Ofoten des Schwerindustrieunternehmens Trafik AB Grängesberg-Oxelösund (TGO) erhielt 1913/14 die vier Erzdampfer Murjek, Kiruna, Boden und Narvik von Thompson.
Während des Ersten Weltkriegs lieferte die Werft 17 Schiffe mit 91.486 Raumtonnen.

### Krisen- und Kriegsjahre
Nachdem die Werft in den ersten Nachkriegsjahren gute Gewinne erzielt hatte, brachen die Aufträge ab 1920 durch die Wirtschaftskrise und die Streiks der Jahre 1920 bis 1922 völlig ein, woraufhin schon 1923 nahezu keine Tätigkeit mehr auf der Werft erfolgte. Nach 1924 konnte Thompson wieder erste Orders für einige kleine Schiffe, zwei Trampdampfer und vier Motor-Linienfrachter für die Silver Line Ltd hereinnehmen. Silver Lines Manager, Stanley and John Thompson, gehörten der Thompson-Familie an und sorgten bis 1930 immer wieder für Aufträge. Nach dem Börsencrash an der Wall Street im Jahr 1929 und der folgenden Weltwirtschaftskrise kam die Arbeit auf der Werft von 1930 bis 1933 vollends zum Erliegen, woraufhin Robert Thompson Junior die Werft in den Jahren 1933 bis 1935 komplett schloss.
1935 wurde die Arbeit wieder aufgenommen und die beiden ursprünglich bei Swan, Hunter and Wigham Richardson gebauten Silver-Line-Schiffe Silverlarch und Silverpine mit neuen Maschinenanlagen, neuen Maierform-Steven und neuen Achterschiffssektionen mit Stromlinienförmigen Rudern versehen wurden. Solch umfangreiche Umbauarbeiten an schwimmenden Schiffen, bei denen der Achterschiffsbereich bis über die Wasserlinie abgeschnitten wurde, waren seinerzeit ein Novum. Die Jahre 1936 bis 1939 sahen die Werft in der Hauptsache bei der Arbeit an 18 Thompson Economy Trampdampfern, die sich durch deutlich verringerten Kohlenverbrauch auszeichneten. 1938 liefen die größten Schiffe seit 1914, die Motortanker Sandanger und Eidanger für die Reederei Westfal-Larsen aus Bergen vom Helgen; diese bildeten später die Basis für die im Krieg gebauten Standardtanker des Norwegen-Typs. Im selben Jahr forderte Sir Norman Thompson angesichts leerer Auftragsbücher und der kurz vor der Vollendung stehenden letzten Schiffe, Regierungshilfen für die Werften am Wear und erhielt diese 1939 in Form des Shipping Loan Scheme.
In den Jahren des Zweiten Weltkriegs lieferte Thompson 40 Schiffe ab. Beginnend mit der Empire Liberty begann man ab 1941 mit dem Bau einer Serie von 23 "Empire" Standard-Trampschiffen. Diese Standardschiffe verfügten über eine Tragfähigkeit von 10.000 Tonnen und besaßen eine verhältnismäßig kleine Maschinen mit 2500 PS, die eine Geschwindigkeit von rund elf Knoten ermöglichte. Die Pläne dieses Typ „Y“ genannten Entwurfs wurden 1940 von der British Merchant Shipbuilding Mission bei US-amerikanischen und Kanadischen Werften vorgelegt und dienten dort als Basis zur Entwicklung des Ocean-Typs.
Im Frühjahr 1943 wurde die Werft durch einen Bombenangriff schwer getroffen. König Georg VI. und Königin Elizabeth besuchten die Werft daraufhin am 14. März 1943. Nach dem Wiederaufbau erstellte Thompson 1944/45 drei Standard Fast Cargo Liner mit jeweils zwei Dampfturbinen.

### Nachkriegsjahre
Ab 1946 übernahm die Werft den benachbarten Schiffbaubetrieb von John Crown and Sons und begann wieder mit dem regulären Schiffbau. Thompson legte den Schwerpunkt in den darauffolgenden zwei Dekaden auf den Bau von Tankern, von denen bis 1966 38 stetig größer werdende Einheiten entstanden.
1954 wurde die Werft zu einem Tochterunternehmen der Sunderland Shipbuilding, Dry Dock and Engineering Company. Diese war zuvor durch den Zusammenschluss der Werften Thompson, Sir James Laing and Sons, John Crown und dem Schiffsreparaturbetrieb T. W. Greenwell and Co. gebildet. 1960 wurde die Werft in North Sands neu organisiert und eine große Neubauhelling zum Bau von Supertankern und großen Massengutschiffen bis 100.000 BRT auf dem ehemaligen Gelände der Crown-Werft angelegt. Nach dem zusätzlichen Einstieg von William Doxford & Sons benannte sich die Werftengruppe 1961 in Doxford and Sunderland Shipbuilding and Engineering Company um.

### Als Teil der Doxford and Sunderland Group
Am 1. April 1966 schlossen sich die Werften zu einem einzigen Unternehmen, der Doxford and Sunderland Group zusammen. Thompson’s wurde innerhalb der Gruppe zur North Sands-Werft. In den Jahren von 1966 bis 1971 lieferte die North Sands-Werft elf Massengutschiff mit Tragfähigkeiten zwischen 32.300 tdw und der Panamax-Größe von rund 70.000 tdw ab.
Ab 1971 arbeitete die Werft am Bau von vier großen Massengutschiffen. Das erste der Schiffe, die Orenda lief am 3. November 1971 vom Stapel. Es waren die größten Schiffe, die noch in den Binnenhafen von Sunderland passten und eigens zu ihrem Bau verlängerte man die Bauhelling. Die Schiffe wurden von den größten bis dahin gebauten Doxford Dieselmotoren angetrieben. Am 25. Juni 1975 beschloss der Stapellauf der Aurora für die Reederei P&O Bulk Carriers mit 154.500 Tonnen Tragfähigkeit den Bau der Serie.

### Ende mit Verzögerungen
Am 24. Mai 1979 wurde die Badagry Palm der Palm Line beim letzten Stapellauf der Werft zu Wasser gelassen. Nach der Fertigstellung des Linien-Mehrzweckfrachters, der gleichzeitig den letzten Doxford Vierzylinder "J"-Motor für ein britisches Schiff erhielt, wurde J. L. Thompson zwar zunächst geschlossen, die Stahlverarbeitung der Werft wurde aber weiter unterhalten und die Ausrüstungspier wurde von Doxford’s und Laing’s weitergenutzt.
1986 reaktivierte man die Werft, um eine Kranbarge mit 2000 Tonnen Hebeleistung für den Einsatz in den Nordseeölfeldern zu konstruieren. Nachdem die I.T.M. Challenger genannte Kraninsel im November 1986 zu Wasser gelassen worden war, ging der Auftraggeber in Konkurs. Danach kaufte ein US-amerikanisches Unternehmen die Barge und benannte sie in McDermott DB50 um. Die Werft wurde danach endgültig geschlossen, die Gebäude abgebrochen und das Gelände in North Sands zu einem Wohngebiet umgestaltet.